# Ronnie Bird (album)
Pour les articles homonymes, voir Ronnie Bird et Bird.
Albums de Ronnie Bird
- En public
(1983)
Ronnie Bird est le premier album éponyme de Ronnie Bird, sorti en France en 1965 sur le label Decca Records, puis réédité en 1966 par London Records au Canada, avec quatre pistes et un ordre différents.

## Réception
Selon l'édition française du magazine Rolling Stone, cet album est le 51e meilleur album de rock français. Il est également inclus dans l'ouvrage Philippe Manœuvre présente : Rock français, de Johnny à BB Brunes, 123 albums essentiels.

## Liste des pistes

### Version Decca Records
| No  | Titre                    | Auteur                                  | Durée |
| --- | ------------------------ | --------------------------------------- | ----- |
| 1.  | Elle m'attend            | Mick Jagger - Keith Richards - C. Righi |       |
| 2.  | Je ne mens pas           | C. Righi - Ronald Méhu - M. Baker       |       |
| 3.  | Pour toi                 | R. Méhu - M. Baker                      |       |
| 4.  | Tu perds ton temps       | J. Dee - C. Righi                       |       |
| 5.  | Dis aux montagnes        | Garvin - H. Ithier                      |       |
| 6.  | On s'aime en secret      | R. Méhu - M. Baker                      |       |
| 7.  | Fais attention           | Lambert - Pogues - C. Righi             |       |
| 8.  | L'amour nous rend fou    | Buddy Holly - Bob Montgomery - C. Righi |       |
| 9.  | Adieu à un ami           | Goddard - M. Simille                    |       |
| 10. | Tout seul                | C. Righi - M. Baker                     |       |
| 11. | Pour être à toi          | Leiber - Butler - C. Righi              |       |
| 12. | Tu ferais mieux de filer | Mitchell - Jeeves - M. Simille          |       |

### Version London Records
| No  | Titre                    | Auteur                                  | Durée |
| --- | ------------------------ | --------------------------------------- | ----- |
| 1.  | L'Amour nous rend fou    | Buddy Holly - Bob Montgomery - C. Righi |       |
| 2.  | Ce maudit journal        | H. Kaylan - N. Garfield - C. Righi      |       |
| 3.  | Fais attention           | Lambert - Pogues - C. Righi             |       |
| 4.  | Elle m'attend            | Mick Jagger - Keith Richards - C. Righi |       |
| 5.  | Je ne mens pas           | C. Righi - Ronald Méhu - M. Baker       |       |
| 6.  | Pour toi                 | R. Méhu - M. Baker                      |       |
| 7.  | On s'aime en secret      | R. Méhu - M. Baker                      |       |
| 8.  | Tu ferais mieux de filer | Mitchell - Jeeves - M. Simille          |       |
| 9.  | Tu perds ton temps       | J. Dee - C. Righi                       |       |
| 10. | Je voudrais dire         | James Brown - C. Righi                  |       |
| 11. | Ma vie s'enfuit          | B. Mc Ghee - G. Thibault                |       |
| 12. | Où va-t-elle             | L. Ransford - C. Righi                  |       |